# Александровска гробница
Александровската гробница е открита от археолога Георги Китов край с. Александрово, област Хасково през 2000 г.

## История
Датирана е към 4 век пр.н.е. Принадлежала е на тракийски цар или знатен аристократ. Предметите, свързани с погребалната церемония и тракийските религиозни вярвания за отвъдния живот на високостатусната личност, са ограбени, но гробницата впечатлява с уникалните си стенописи.
Тракийската гробница е открита в могилата Рошавата чука, отстояща на около 500 метра източно от село Александрово. Точна реплика на гробницата е изложена в Музейния център „Тракийско изкуство в Източните Родопи“ на 150 м северно от могилата, изграден с дарение от Япония и открит през 2009 г.

## Описание
Гробницата има 10-метров дромос, правоъгълно преддверие и кръгла гробна камера с камбановиден свод. Ритуалното ложе е било разрушено още в древността.
Стенописите са разположени по стените както на гробната камера, така и на дромоса и преддверието. Изобразени са предимно ловни сцени (лов на глигани и на елени), както и погребален пир. И двете сцени вероятно се отнасят към отвъдния свят, обикновено пресъздаван в гробниците. Известно е, че в представите за отвъдното на аристократическото учение на траките съществуват идеи за „вечния лов“ и „вечно пируване и пиянство“, в които обожествените герои (антроподемони) прекарват безвремето си. Стенописите са важен извор за тракийското царско облекло, за украсата на царските ездитни коне и за царските инсигнии. Интересна е една гола мъжка фигура, замахнала с двойна брадва (лабрис) (царска инсигния) – вероятно това е изображение на митичен герой-прародител.
Отново срещу входа, в камерата над сцената с погребалното угощение, с остър предмет е врязано изображение на млад мъж в профил наляво. Отгоре над портрета има надпис с гръцки букви, разчетен от проф. Герасимова като КОДЗИМАСЕС ХРЕСТОС. Според нея първата дума е лично име от тракийски произход, а втората – прозвище, което означава способен, умел, можещ и др. Така надписът може да се тълкува като КОДЗИМАСЕС МАЙСТОРА.
Други гробници в България, украсени със стенопии, са Казанлъшката, Свещарската и Мъглижката. Картините изобразяват сцени или предмети от митичната биография на обожествения владетел – лов, отвъден пир, увенчаване, бойни сцени и др.

## Галерия
- Могилата с гробницата
- Залата в музея
- Гробницата отблизо
- Стенопис под купола
- Стенопис от купола
- Детайл от стенописа